# داني ميرفي (ممثل)
داني ميرفي (بالإنجليزية: Danny Murphy)‏ هو ممثل أمريكي، ولد في 20 أغسطس 1955 في الولايات المتحدة، وتوفي بنفس المكان في 8 أغسطس 2014 بسبب سرطان.

## أعمال

### أفلام
- (1998) هناك شيء ما عن ماري[3]
- (2011) إجازة زوجية[4]

## وصلات خارجية
- داني ميرفي على موقع IMDb (الإنجليزية)
- داني ميرفي على موقع ألو سيني (الفرنسية)
- داني ميرفي على موقع أول موفي (الإنجليزية)
- داني ميرفي على موقع قاعدة بيانات الأفلام السويدية (السويدية)
- داني ميرفي على موقع قاعدة بيانات الفيلم (الإنجليزية)
- داني ميرفي على موقع كينوبويسك (الروسية)